# 機能性低血糖症
機能性低血糖症(きのうせいていけっとうしょう)は、反応性低血糖症、無反応性低血糖症などの下位分類をもつ膵臓機能性の低血糖症状をきたす疾病である。
2010年代に非侵襲的な持続的血糖値測定器が開発されたことによってその存在が明らかになってきた。
2022年現在、日本においてはその診断で低血糖のエビデンスが上がりづらいことから、うつ病や発達障害などメンタルの疾患と誤診されることが多いと指摘されている。診断や治療について保険適用がされておらず、一部の地方議会議員などによって適用の働きかけが行われている。

## 概要
2010年代に体表面上から血糖値の測定が可能な、非侵襲的な持続的血糖値測定器（FGM）が開発されたことによって、従来分からなかった血糖値の日内変動パターンが明らかになってきた。
その中で血糖値スパイクという血糖値の乱高下が起きることも観察され、従来の血糖値の高い／正常／低いの分類では不十分になってきた。
低血糖症といえば、多くの場合、糖尿病の治療のための投与されたインスリンが原因の低血糖症が連想されるが、機能性低血糖症はそれとは異なる。
反応性低血糖症の場合、食後、とくにGI値の高い食事を摂った場合、急激に血糖値が上がり、その後急降下する。これは血糖値スパイクと呼ばれている。これは、インスリンが膵臓から出るのが通常より遅れて、それも多量に分泌されるために起こるものである。
診断において低血糖のエビデンスが挙がりづらいことから、自律神経失調症やうつ病、発達障害、統合失調症などメンタルの疾患と誤診されることが多いと指摘されている。

## 症状
頭痛、空腹感、眠気、あくび、発汗、動悸、頻脈、手指のふるえ、倦怠感、抑うつ状態、イライラ、不安感など。
低血糖症状に加えて、反応性低血糖症（血糖値スパイク）では血糖の急速な乱降下そのものが生体のホメオスタシス（恒常性）に影響する。

## 診断
経口糖負荷検査を用いる。
糖尿病診断のための経口糖負荷検査では二時間であるが、機能性低血糖症の場合は、五時間の検査を行う。

## 政治的な動き
以下の地方議会において、機能性低血糖症についての現状把握及び診断の保険適用についての意見書が出されている。
- 東京都東大和市[3]
- 東京都東村山市[4]
- 長野県須坂市[5]
- 愛知県名古屋市[6]
- 埼玉県上尾市[7]
- 大阪府泉南市[8]
- 北海道上砂川町[9]
- 東京都三鷹市[10]

また、過去には参議院においても質問主意書が提出されている。